# The Five Franc Piece
The Five Franc Piece è un cortometraggio muto del 1916 diretto da Francis J. Grandon. Prodotto dalla Myles D. Savelle da un soggetto e una sceneggiatura firmata Myles D. Savelle, il film aveva come interpreti Lafayette McKee nel ruolo di Napoleone, Charles Wheelock, Edith Johnson, Barney Furey,

## Trama
L'ordine dato ai suoi tempi da Napoleone di coniare una certa moneta si riflette sulla vita di un giovane inventore, discendente della famiglia Villairs, che ne scopre il segreto.

## Produzione
Il film fu prodotto dalla Selig Polyscope Company.

## Distribuzione
Distribuito dalla General Film Company, il film - un cortometraggio in due bobine - uscì nelle sale cinematografiche statunitensi il 18 dicembre 1916.